# Левая Богучарка
Левая Богучарка (балка Левая, овраг Кривой) — река в России, протекает в Воронежской области. Устье реки находится в 8,6 км по правому берегу реки Богучарка. Длина реки составляет 61 км, площадь водосборного бассейна 1110 км².

## Данные водного реестра
По данным государственного водного реестра России относится к Донскому бассейновому округу, водохозяйственный участок реки — Дон от города Павловск и до устья реки Хопёр, без реки Подгорная, речной подбассейн реки — бассейны притоков Дона до впадения Хопра. Речной бассейн реки — Дон (российская часть бассейна).
Код объекта в государственном водном реестре — 05010101212107000004751.